# Zyprischer Fußballpokal 1989/90
Der Zyprische Fußballpokal 1989/90 war die 48. Austragung des zyprischen Pokalwettbewerbs. Er wurde vom zyprischen Fußballverband ausgetragen. Das Finale fand am 9. Juni 1990 im Tsirion-Stadion von Limassol statt.
Pokalsieger wurde Nea Salamis Famagusta. Das Team setzte sich im Finale gegen Omonia Nikosia durch. Nea Salamis qualifizierte sich durch den Sieg für den Europapokal der Pokalsieger 1990/91.

## Modus
Die Begegnungen der 1. und 2. Vorrunde wurden in einem Spiel ausgetragen. Bei unentschiedenem Ausgang wurde das Spiel um zweimal 15 Minuten verlängert. Stand danach kein Sieger fest, folgte ein Wiederholungsspiel auf des Gegners Platz. Endete auch dies unentschieden, gab es eine Verlängerung und gegebenenfalls ein Elfmeterschießen.
Von der 1. Runde bis zum Halbfinale wurden alle Begegnungen in Hin- und Rückspiel ausgetragen. Bei Torgleichheit entschied zunächst die Anzahl der auswärts erzielten Tore, danach eine Verlängerung und schließlich das Elfmeterschießen.

## Teilnehmer
| First Division (14) | Second Division (15) | Third Division (14) | Fourth Division (28) | Fourth Division (28) |
| --- | --- | --- | --- | --- |
| - AEL Limassol - Alki Larnaka - Anorthosis Famagusta - APOEL Nikosia - Apollon Limassol - Aris Limassol - Enosis Neon Paralimni - APOP Paphos - Ethnikos Achnas - Evagoras Paphos - Nea Salamis Famagusta - Olympiakos Nikosia - Omonia Nikosia - Pezoporikos Larnaka | - AEZ Zakakiou - Akritas Chlorakas - Anagennisi Deryneia - APEP Pitsilia - Chalkanoras Idaliou - Digenis Akritas Ypsona - Digenis Akritas Morphou - Doxa Katokopia - Elpida Xylofagou - EPA Larnaka - Ethnikos Defteras - Keravnos Strovolou - Omonia Aradippou - Onisilos Sotira - Orfeas Nikosia | - Adonis Idaliou - AEK Katholiki - APEP Palendriou - Apollon Lympion - Enosis Neon THOI Lakatamia - Ermis Aradippou - ASO Ormideia - Ethnikos Assia - Kentro Neotitas Maroniton - Neos Aionas Trikomou - Orfeas Athienou - Othellos Athienou - OXEN Peristeronas - PAEEK Kyrenia | - Achyronas Liopetriou - Adonis Geroskipou - AEK Kythreas - Anagennisi Lythrodonta - APEA Akrotiriou - APEY Ypsona - ATE PEK Ergaton - Enosis Neon Agia Napa - ASIL Lysi - Elia Lythrodonta - APE Agia Napa - Doxa Devtera - Doxa Paliometochou - Fotiakos Frenarou | - Enosi Neon Kormakitis - Kourio Episkopi - Livadiakos Livadion - MEAP Nisou - Olimpiada Neapolis - Olympias Frenarou - Olympias Lympion - Olympos Acheritou - Olympos Xylofagou - Rotsidis Mammari - Panikos Pourgouridis Limassol - Poseidonas Giolou - Triptolemus Evrychou - Tsaggaris Peledriou |

## 1. Vorrunde
In dieser Runde traten alle 14 Teams der Third Division und 28 Teams der Fourth Division an.
|                        | Ergebnis  |                               |
| ---------------------- | --------- | ----------------------------- |
| Achyronas Liopetriou   | 2:0 n. V. | Panikos Pourgouridis Limassol |
| Adonis Geroskipou      | 1:2       | Olympos Xylofagou             |
| Adonis Idaliou         | 0:1       | Enosis Neon Agia Napa         |
| AEK Katholiki          | 2:1       | Enosis Neon THOI Lakatamia    |
| AEK Kythreas           | 3:2       | APE Agia Napa                 |
| Anagennisi Lythrodonta | 3:2       | ASO Ormideia                  |
| APEP Palendriou        | 2:2 n. V. | Livadiakos Livadion           |
| APEY Ypsona            | 3:0       | Kentro Neotitas Maroniton     |
| Apollon Lympion        | 5:1       | ATE PEK Ergaton               |
| ASIL Lysi              | 2:2 n. V. | OXEN Peristeronas             |
| Elia Lythrodonta       | 1:4       | Othellos Athienou             |
| Ermis Aradippou        | 6:4       | Olympos Acheritou             |
| Ethnikos Assia         | 1:2       | Doxa Devtera                  |
| Kourio Episkopi        | 5:2       | Enosi Neon Kormakitis         |
| MEAP Nisou             | 1:3       | Doxa Paliometochou            |
| Olimpiada Neapolis     | 2:0       | Tsaggaris Peledriou           |
| Olympias Frenarou      | 0:1       | Fotiakos Frenarou             |
| Orfeas Athienou        | 1:2       | APEA Akrotiriou               |
| MEAP Nisou             | 5:0       | AEZ Zakakiou                  |
| PAEEK Kyrenia          | 2:1       | Triptolemus Evrychou          |
| Rotsidis Mammari       | 2:0       | Poseidonas Giolou             |

### Wiederholungsspiele
|                     | Ergebnis |                 |
| ------------------- | -------- | --------------- |
| Livadiakos Livadion | 2:0      | APEP Palendriou |
| OXEN Peristeronas   | 3:0      | ASIL Lysi       |

## 2. Vorrunde
In dieser Runde stiegen alle 15 Teams der Second Division ein.
|                         | Ergebnis  |                       |
| ----------------------- | --------- | --------------------- |
| AEK Katholiki           | 5:0       | Enosis Neon Agia Napa |
| AEK Kythreas            | 1:0       | Orfeas Nikosia        |
| Akritas Chlorakas       | 4:3 n. V. | Chalkanoras Idaliou   |
| Anagennisi Deryneia     | 6:0       | Olympos Xylofagou     |
| Anagennisi Lythrodonta  | 1:1 n. V. | Neos Aionas Trikomou  |
| Apollon Lympion         | 1:0       | Doxa Devtera          |
| Digenis Akritas Ypsona  | 2:0       | Achyronas Liopetriou  |
| Digenis Akritas Morphou | 0:0 n. V. | PAEEK Kyrenia         |
| Doxa Katokopia          | 5:0       | Doxa Paliometochou    |
| Elpida Xylofagou        | 3:6       | Livadiakos Livadion   |
| EPA Larnaka             | 3:1       | APEP Pitsilia         |
| Fotiakos Frenarou       | 4:1       | Rotsidis Mammari      |
| Keravnos Strovolou      | 3:2 n. V. | Othellos Athienou     |
| Kourio Episkopi         | 0:3       | Ethnikos Defteras     |
| Olimpiada Neapolis      | 1:2       | AEZ Zakakiou          |
| Omonia Aradippou        | 3:0       | Ermis Aradippou       |
| Orfeas Athienou         | 1:0       | Onisilos Sotira       |
| OXEN Peristeronas       | 0:1       | APEY Ypsona           |

### Wiederholungsspiele
|                      | Ergebnis |                         |
| -------------------- | -------- | ----------------------- |
| Neos Aionas Trikomou | 2:1      | Anagennisi Lythrodonta  |
| PAEEK Kyrenia        | 2:1      | Digenis Akritas Morphou |

## 1. Runde
Alle 14 Vereine der First Division stiegen in dieser Runde ein.
|                        | Gesamt    |                       | Hinspiel | Rückspiel |
| ---------------------- | --------- | --------------------- | -------- | --------- |
| AEK Kythreas           | 03:12     | Alki Larnaka          | 1:4      | 2:8       |
| AEL Limassol           | (a)2:2(a) | Ethnikos Achnas       | 0:1      | 2:1       |
| Akritas Chlorakas      | 5:1       | Apollon Lympion       | 4:0      | 1:1       |
| APOEL Nikosia          | 7:2       | Orfeas Athienou       | 6:2      | 1:0       |
| Apollon Limassol       | 1:3       | Pezoporikos Larnaka   | 0:3      | 1:0       |
| APOP Paphos            | 2:3       | Olympiakos Nikosia    | 1:1      | 1:2       |
| Digenis Akritas Ypsona | 3:2       | APEY Ypsona           | 1:1      | 2:1       |
| Doxa Katokopia         | 2:6       | Anorthosis Famagusta  | 2:3      | 0:3       |
| EPA Larnaka            | 4:5       | Enosis Neon Paralimni | 1:3      | 3:2       |
| Ethnikos Defteras      | 6:2       | AEK Katholiki         | 4:2      | 2:0       |
| Evagoras Paphos        | 1:8       | Aris Limassol         | 0:4      | 1:4       |
| Nea Salamis Famagusta  | 7:0       | Keravnos Strovolou    | 4:0      | 3:0       |
| Neos Aionas Trikomou   | 1:2       | Fotiakos Frenarou     | 1:1      | 0:1       |
| Omonia Aradippou       | 3:2       | Livadiakos Livadion   | 1:1      | 2:1       |
| Omonia Nikosia         | 10:30     | AEZ Zakakiou          | 9:2      | 1:1       |
| PAEEK Kyrenia          | 1:2       | Anagennisi Deryneia   | 1:1      | 0:1       |

## 2. Runde
|                        | Gesamt    |                       | Hinspiel | Rückspiel |
| ---------------------- | --------- | --------------------- | -------- | --------- |
| AEL Limassol           | 3:4       | Olympiakos Nikosia    | 2:1      | 1:3 n. V. |
| Akritas Chlorakas      | 0:2       | Alki Larnaka          | 0:2      | 0:0       |
| Anorthosis Famagusta   | (a)3:3(a) | Aris Limassol         | 3:2      | 0:1       |
| APOEL Nikosia          | 1:4       | Enosis Neon Paralimni | 1:1      | 0:3       |
| Digenis Akritas Ypsona | 3:8       | Anagennisi Deryneia   | 2:1      | 1:7       |
| Ethnikos Defteras      | 2:3       | Omonia Aradippou      | 1:2      | 1:1       |
| Nea Salamis Famagusta  | 12:00     | Fotiakos Frenarou     | 6:0      | 6:0       |
| Omonia Nikosia         | 4:3       | Pezoporikos Larnaka   | 2:2      | 2:1       |

## Viertelfinale
|                       | Gesamt |                       | Hinspiel | Rückspiel |
| --------------------- | ------ | --------------------- | -------- | --------- |
| Alki Larnaka          | 2:3    | Nea Salamis Famagusta | 0:1      | 2:2       |
| Anagennisi Deryneia   | 1:7    | Aris Limassol         | 0:1      | 1:6       |
| Enosis Neon Paralimni | 0:5    | Olympiakos Nikosia    | 0:1      | 0:4       |
| Omonia Nikosia        | 5:1    | Omonia Aradippou      | 3:0      | 2:1       |

## Halbfinale
|                    | Gesamt |                       | Hinspiel | Rückspiel |
| ------------------ | ------ | --------------------- | -------- | --------- |
| Olympiakos Nikosia | 2:4    | Nea Salamis Famagusta | 0:2      | 2:2       |
| Omonia Nikosia     | 3:2    | Aris Limassol         | 2:1      | 1:1       |

## Finale
| Paarung               | Nea Salamis Famagusta – Omonia Nikosia |
| Ergebnis              | 3:2 (1:1) |
| Datum                 | 9. Juni 1990 |
| Stadion               | Tsirion-Stadion, Limassol |
| Schiedsrichter        | Giorgos Kiprianidis |
| Tore                  | 1:0 Elias Elia (32.) 1:1 Soteris Tsikkos (42.) 2:1 Christakis Mavros (61.) 3:1 Charalambos Andreou (71.) 3:2 Tibor Mičinec (90.+5', Elfmeter) |
| Nea Salamis Famagusta | Christakis Christofi – Artemis Andreou, Kypros Tsigkelis, Elisseos Psaras – Floros Nicholaou , Kenny Dyer, Vangelis Adamou, Takis David – Christakis Mavros, Elias Elia, Charalambos Andreou, Stephanos Anastasiou Cheftrainer: Andreas Mouskallis |